# Otionellina minuta
Otionellina minuta är en mossdjursart som först beskrevs av Cook och Chimonides 1985.  Otionellina minuta ingår i släktet Otionellina och familjen Otionellidae. Inga underarter finns listade i Catalogue of Life.